# Castello di Carona
Das Castello di Carona, auch Castel Maria di Caronia, ist eine abgegangene mittelalterliche Burg im Ortsteil Carona der Gemeinde Fornovo di Taro in der italienischen Region Emilia-Romagna.

## Geschichte
Die Burg ließen die Rossis im 13. Jahrhundert errichten. Erstmals ist eine Burg in Carona im Jahre 1248 dokumentiert, als Bernardo de’ Rossi die Siedlung befestigen ließ, um sich gegen die Guelfen zu verteidigen. Mitte des 14. Jahrhunderts war sie in Besitz von Giacomo de’ Rossi. 1408 wurde sie von den Terzis eingenommen, aber kurze Zeit später kehrte sie in den Besitz der Rossis zurück. In dieser Zeit wurde sie zu Ehren von Pier Maria II. de’ Rossi auch „Castel Maria di Caronia“ genannt.
1480 setzte Pier Maria II. de’ Rossi in seinem Testament fest, dass sein Sohn Bertrando das Castello di Carona und weitere Burgen im Apennin bekommen sollte. 1482 wurde die Burg im Zuge des Krieges zwischen den Rossis und Herzog Ludovico Sforza von herzoglichen Truppen erobert, aber sofort von Guido de’ Rossi zurückerobert.
Am Ende des Krieges, der mit dem Tod von Guido de’ Rossi endete, fiel die Burg an Bertrando de’ Rossi, den legitimen Erben.
1495, während der Schlacht bei Fornovo (Teil der italienischen Kriege) zwischen den französischen Truppen und der Heiligen, anti-französischen Allianz, wurde die Burg von den schweizerischen Truppen im Dienste des französischen Königs Karl VIII. in Brand gesteckt.
Zusammen mit dem Lehen Berceto erbte Troilo I. de’ Rossi nach dem Tod seines Onkels Bertrando die Burg, die Teil der Herrschaft Rossis von San Secondo wurde, bis Scipione I. de’ Rossi unter der Last seiner Schulden sie 1666 an die Stadt Parma abtreten musste. Die Stadt Parma gab die Burg auf. Im 18. Jahrhundert bauten die Jesuiten auf den Resten dieser Burg die Villa dei Gesuiti, eine Sommerresidenz des Collegio dei Nobili. Heute ist von der Burg nichts mehr erhalten, da über ihr das genannte Landhaus errichtet wurde.